# Jack Betts

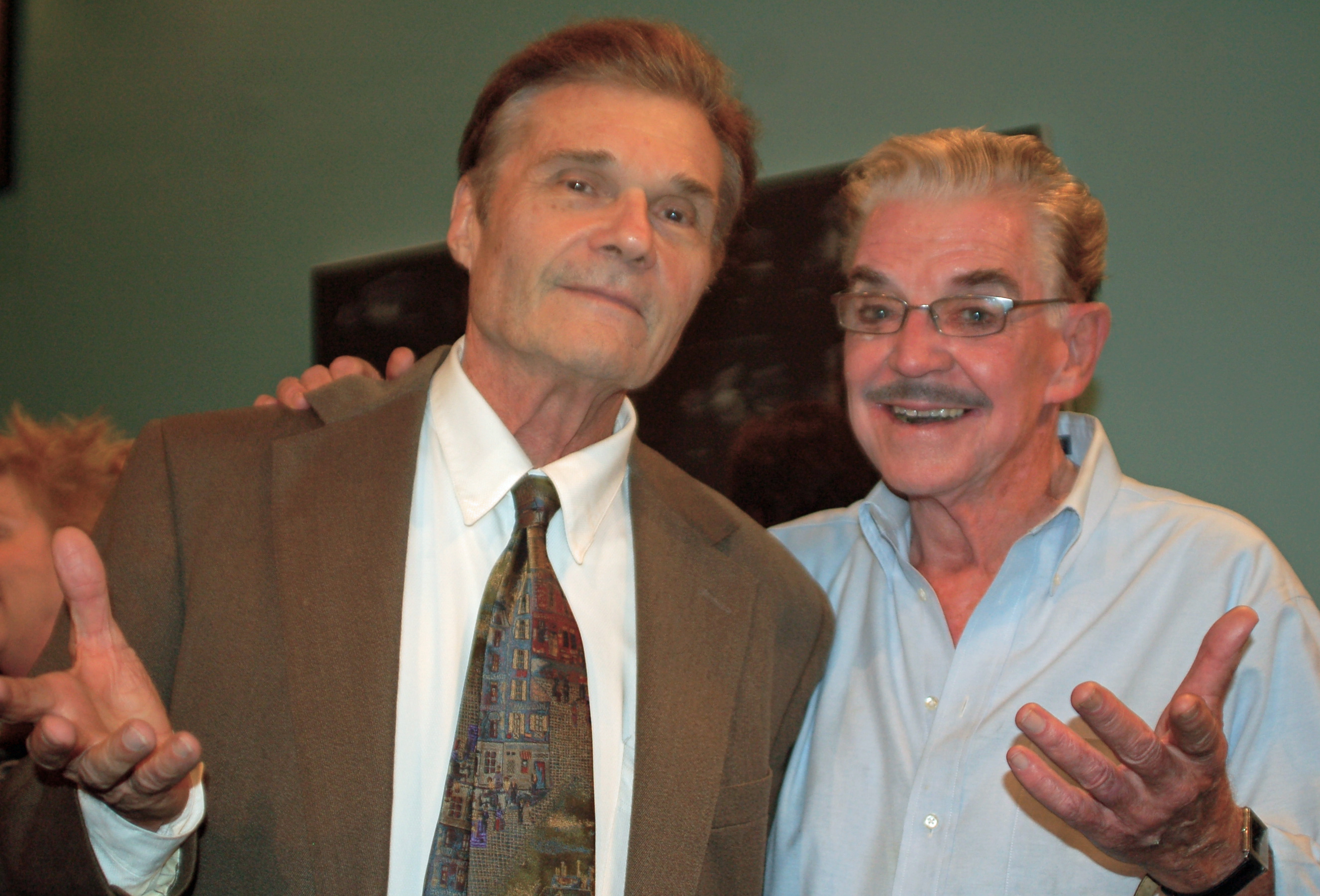
Jack Betts (till höger) tillsammans med Fred Willard, den 6 november 2010.

Jack Fillmore Betts, även känd under artistnamnet Hunt Powers, född 11 april 1929 i Jersey City i New Jersey, död 19 juni 2025 i Los Osos i Kalifornien, var en amerikansk karaktärsskådespelare. Betts hade en lång och mångsidig karriär som sträckte sig över scen, film och TV sedan början av 1950‑talet, bland annat i spaghetti‑westerns, på Broadway, och i TV-serier som Seinfeld, Frasier, Vänner och Alla älskar Raymond. Hans kanske mest ihågkomna insats är dock i rollen som Henry Balkan i filmen Spider-Man från 2002, som är den första filmen i originaltrilogin regisserad av Sam Raimi.

## Bakgrund och karriär
Betts föddes i Jersey City i New Jersey 1929 och var son till John Stephen George Betts och Esther Maj Engstrom. När han var tio år gammal så flyttade han och hans familj till Miami i Florida, där han efter avslutade high school-studier på Miami Senior High School, påbörjade teaterstudier på University of Miami. Han flyttade sedan till New York för att studera skådespeleri vid det prestigefyllda Actors Studio, där han fick klassisk teaterträning som skulle komma att prägla hela hans karriär.
Jack Betts började sin yrkeskarriär på teaterscenen, bland annat med uppsättningar av Shakespeare. Han medverkade på Broadway och i flera regionala produktioner, inklusive en uppmärksammad roll som Dracula. Under 1960- och 1970-talet reste han till Italien, där han under artistnamnet Hunt Powers spelade i en rad spaghetti-westerns. Bland de mest kända filmerna från denna period märks Sugar Colt från 1966, där han spelade rollen som Dr. Tom Cooper/Rocco. Dessa roller gav honom ett visst kultfölje, framförallt i Europa.
När han sedan återvände hem till USA, så medverkade han i en lång rad TV-serier och filmer, ofta i mindre biroller. Han medverkade i TV-serier som General Hospital, Perry Mason, One Life to Live, Seinfeld, Frasier och Vänner, samt spelade den mindre rollen som Henry Balkan i Sam Raimis superhjältefilm Spider-Man från 2002. Utöver sin skådespelarkarriär så skrev Betts även en hel del dramatik, inklusive pjäsen Screen Test: Take One. Han undervisade också i skådespeleri och var aktiv som mentor för yngre talanger i Los Angeles.
Jack Betts var aktiv som skådespelare långt upp i åren och fortsatte att ta roller i både film och TV långt efter pensionsåldern. Han avled i sömnen i sitt hem i Los Osos i Kalifornien torsdagen den 19 juni 2025, 96 år gammal.

## Filmografi (i urval)
| År        | Titel                                   | Roll                                                        | Noter                                     |
| --------- | --------------------------------------- | ----------------------------------------------------------- | ----------------------------------------- |
| 1961–1966 | Perry Mason                             | Bruce Strickland/George Parsons/Enos Watterton/Bert Nickols | 4 avsnitt                                 |
| 1962      | Bröderna Cartwright                     | Jamie Wrenn                                                 | Avsnittet "The Jury"                      |
| 1963      | General Hospital                        | Dr. Ken Martin                                              | 1963–1964                                 |
| 1964      | Krutrök                                 | Cowboy                                                      | Avsnittet "Scot Free"                     |
| 1966      | Sugar Colt                              | Dr. Tom Cooper/Rocco                                        |                                           |
| 1966      | Mannen som inte fanns                   |                                                             | Avsnittet "To Kill an Albatross"          |
| 1968      | One Life to Live                        | Dr. Ivan Kipling                                            | TV-serie                                  |
| 1970      | Duell i gryningen                       | Django                                                      |                                           |
| 1971      | Nevada Kid                              | Tamayo                                                      |                                           |
| 1972      | Mordet på Trotskij                      | Lou                                                         |                                           |
| 1977      | Kojak                                   | Paul Lawford                                                | Avsnittet "The Condemned"                 |
| 1978      | Apans dröm                              | Barägare                                                    | Okrediterad medverkan                     |
| 1982      | Another World                           | Louis St. George                                            | 1 avsnitt                                 |
| 1983      | All My Children                         | Lars Bogard #3                                              | 1 avsnitt                                 |
| 1984      | Remington Steele                        | Walter Gallen                                               | Avsnittet "Blood Is Thicker Than Steele"  |
| 1984      | Maktkamp på Falcon Crest                | Dr. Roderick                                                | Avsnittet "Little Boy Blue"               |
| 1987      | Guiding Light                           | Dr. Wilson Frost (1973–1974)/John Cutter                    |                                           |
| 1991      | In the Heat of the Night                | Advokat Mark Harris                                         | Avsnittet "Unfinished Business"           |
| 1992      | Sinatra – Rösten som förändrade världen | Earl Wilson                                                 | 2 avsnitt                                 |
| 1993      | Falling Down                            | Frank (Golfare)                                             |                                           |
| 1993      | Systrar                                 | Harry Busby                                                 | Avsnittet "A Kick in the Caboose"         |
| 1995      | Seinfeld                                | Mr. Green                                                   | Avsnittet "The Doorman"                   |
| 1995      | Batman Forever                          | Fiskare                                                     |                                           |
| 1995      | MADtv                                   | Domare                                                      | 1 avsnitt                                 |
| 1996      | Power 98                                | Waldo Marcel                                                |                                           |
| 1997      | Frasier                                 | Ian                                                         | Avsnittet "Ham Radio"                     |
| 1997      | Batman & Robin                          | Partygäst #1                                                |                                           |
| 1998      | Gods and Monsters                       | Boris Karloff                                               |                                           |
| 1999      | Alla älskar Raymond                     | Walter                                                      | Avsnittet "Cruising with Marie"           |
| 1999      | Office Space                            | Domare                                                      |                                           |
| 1999      | Super 8                                 | Butler                                                      |                                           |
| 1999      | Power Rangers Lost Galaxy               | Rådman Brody                                                | 7 avsnitt                                 |
| 2000      | Det näst bästa                          | Vernon                                                      |                                           |
| 2000      | President till varje pris               | Senator                                                     | TV-film                                   |
| 2001      | Vänner                                  | Tom                                                         | Avsnittet "The One with Joey's New Brain" |
| 2001      | Mockingbird Don't Sing                  | Wes Standon                                                 |                                           |
| 2002      | The Young and the Restless              | Roberto                                                     | 1 avsnitt                                 |
| 2002      | Spider-Man                              | Henry Balkan                                                |                                           |
| 2002      | The District                            | Präst                                                       | Avsnittet "Faith"                         |
| 2005      | Cold Case                               | Dr. Greggs                                                  | Avsnittet "A Perfect Day"                 |
| 2006      | My Name Is Earl                         | Åklagare                                                    | Avsnittet "BB"                            |
| 2007      | Zoey 101                                | Mr. Hodges                                                  | Avsnittet "Curse of PCA"                  |
| 2009      | The Unit                                | Gammal präst                                                | Avsnittet "The Last Nazi"                 |
| 2009      | The Mentalist                           | Annan gangster                                              | Avsnittet "Red Sauce"                     |
| 2009      | Monk                                    | Cowboyen Hank                                               | Avsnittet "Happy Birthday, Mr. Monk"      |
| 2011      | Spring Break                            | Äldre par                                                   |                                           |
| 2014      | About Last Night                        | Gammal man                                                  |                                           |
| 2016      | The Red Maple Leaf                      | Alfonso Palermos LA-förare                                  |                                           |